# Richard Runck

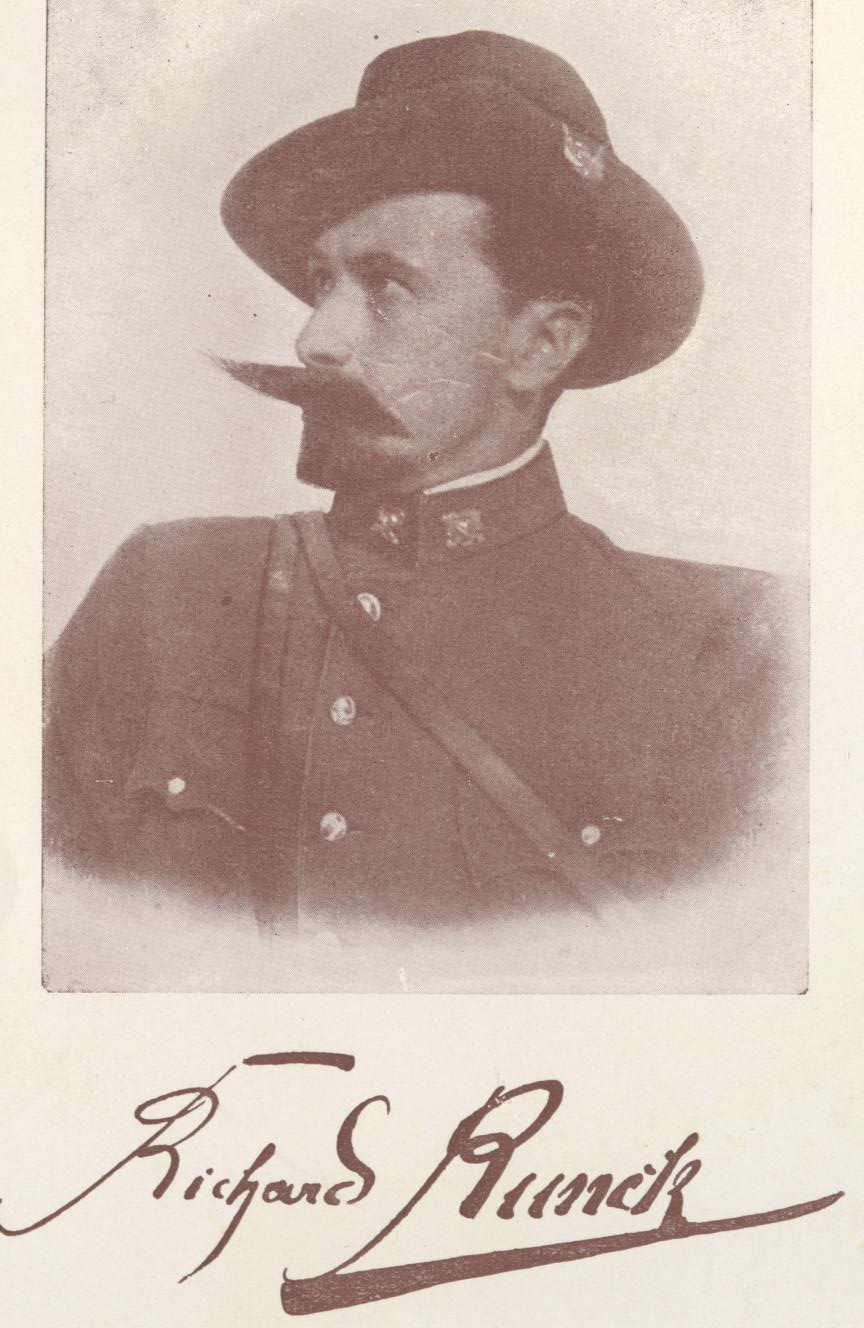
Richard Runck als Offizier im Burenkrieg

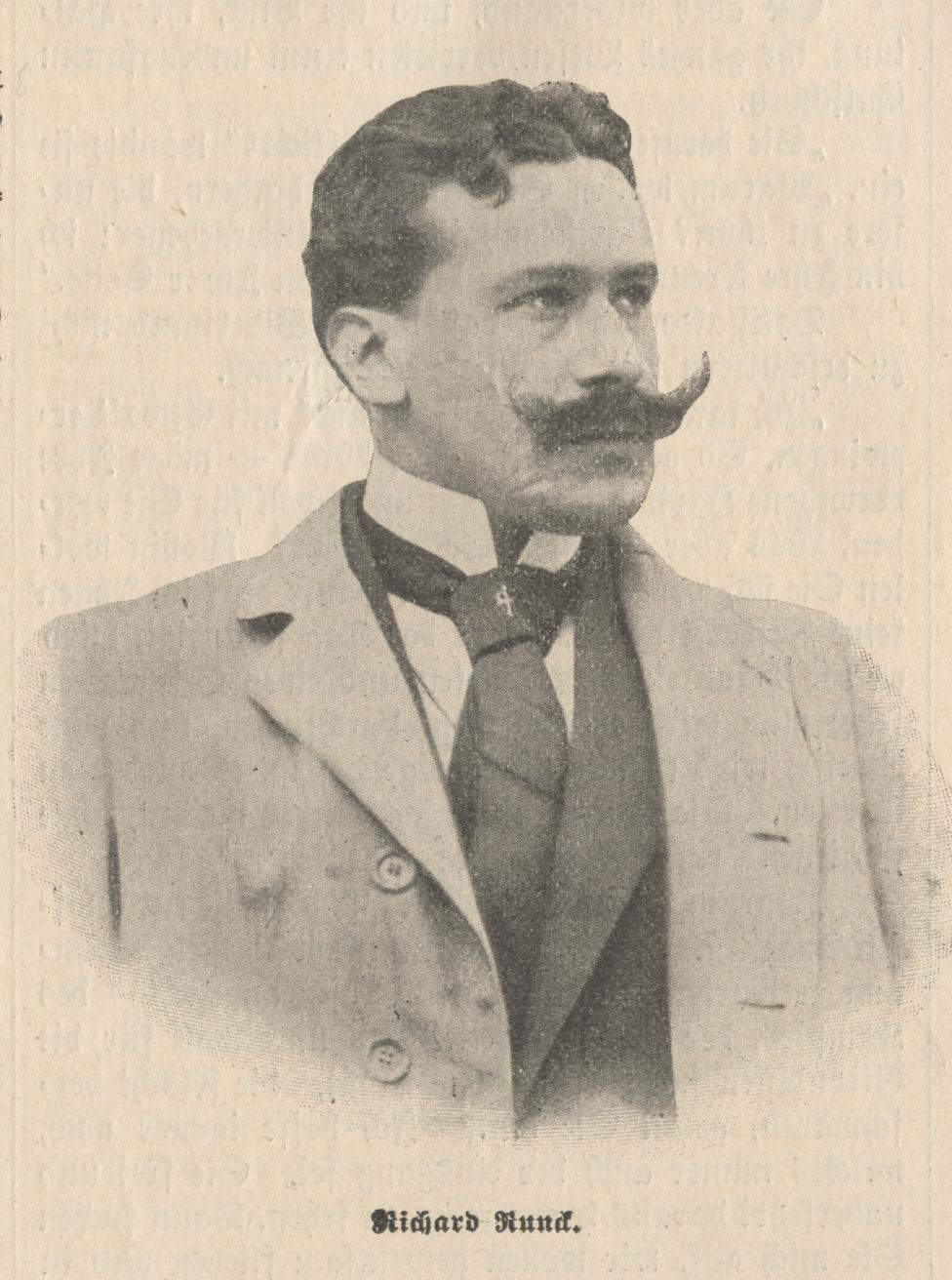
Richard Runck in Zivilkleidern

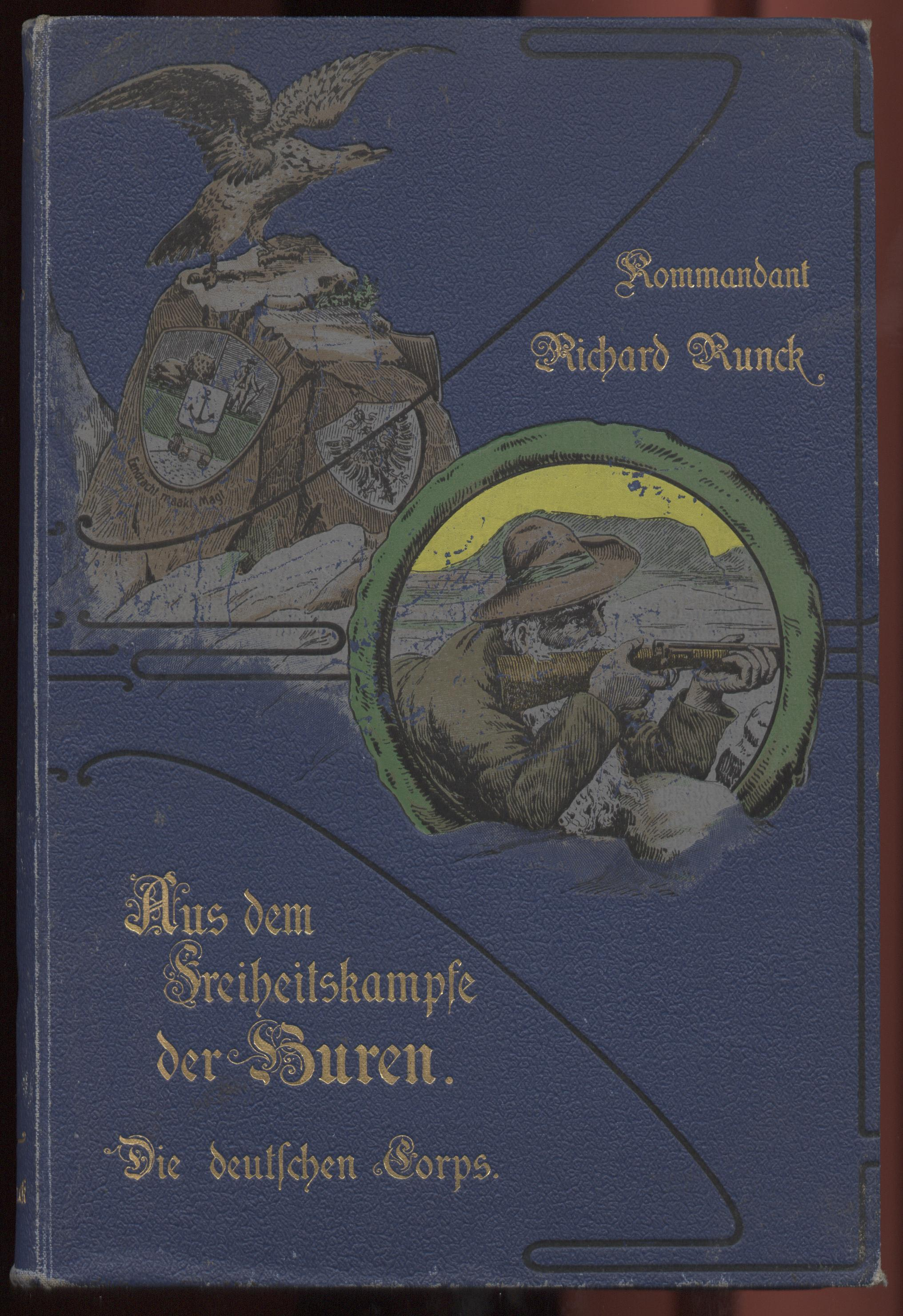
Richard Runcks Erinnerungsbuch, 1902

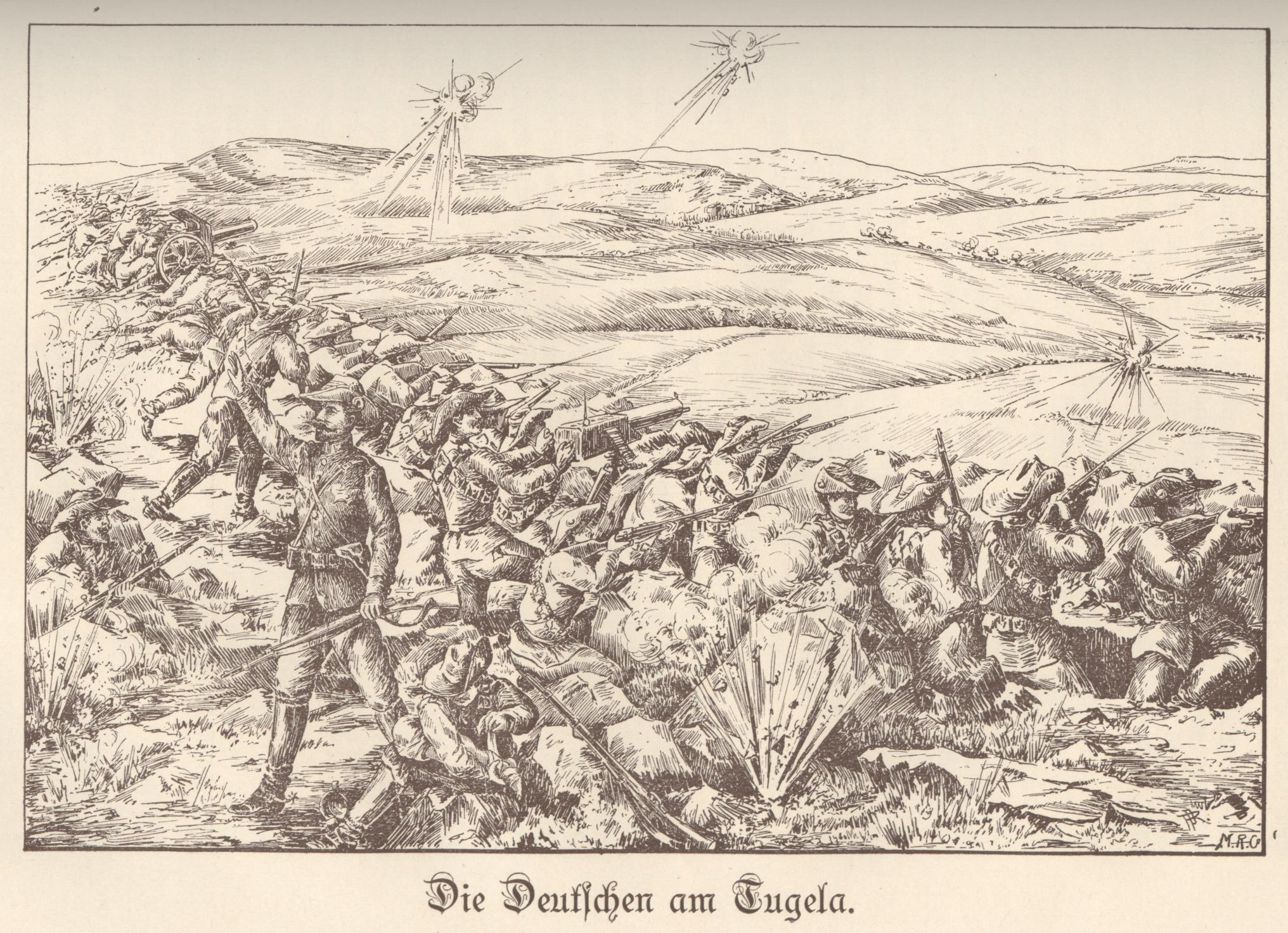
Richard Runck (vorn links) als Kommandant im Gefecht

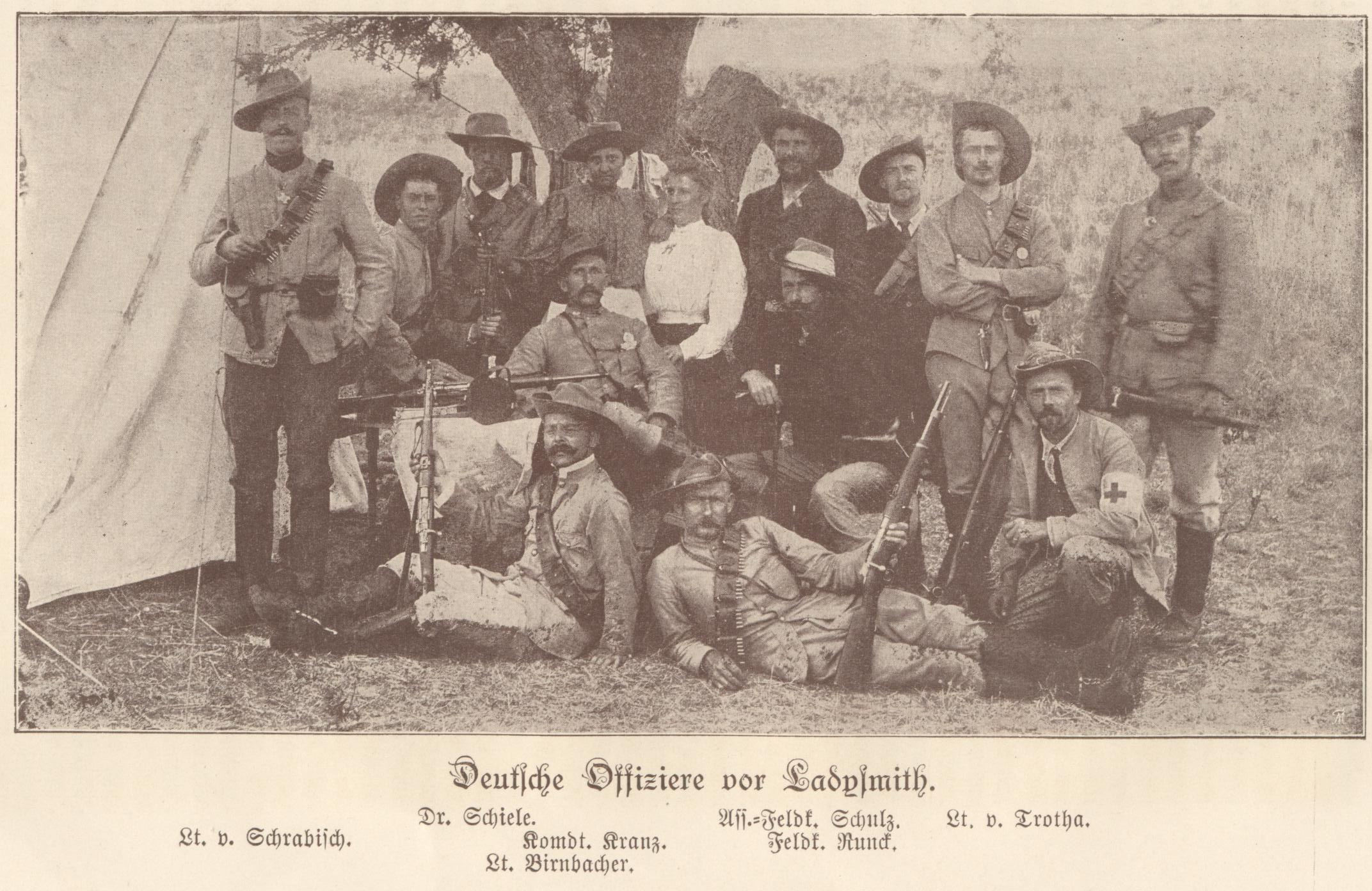
Gruppenphoto deutscher Offiziere im Burenkrieg. Richard Runck, mittlere Reihe, rechts (trägt dunklen Hut mit weißem Band)

Richard August Runck (* 29. April 1868 in Hermersberg; † 9. Februar 1922 in Rhodt), Führer eines deutschen Freiwilligen-Korps im Burenkrieg, Distriktschef (einem Bezirksamtmann oder Landrat gleichgestellt) in Warmbad, Deutsch-Südwestafrika, heute Namibia, Hauptmann im Ersten Weltkrieg.

## Leben
Richard Runck wurde als Sohn des protestantischen Pfarrers Heinrich Wilhelm Justus Runck (1833–1899, aus Nünschweiler stammend) in Hermersberg, Westpfalz geboren und wuchs bis 1880 in Homburg, danach in Rechtenbach auf. Ab 1886 lebte Richard mit seiner Familie in Rhodt. Er zeigte musische und künstlerische Begabung. Sein Vater schrieb heimatgeschichtliche Bücher und sein Onkel Jakob Serr erlangte als Heimatmaler in Rhodt Berühmtheit. Richard Runck war ein Abenteurer und vollendete nach der Schule nicht einmal seine Studien. Noch vor dem Staatsexamen riss er aus nach Nordafrika, wo er u. a. in Kairo eine völlig andere Welt kennenlernte. Darüber schrieb er auch später. Anschließend ging er nach Transvaal in Südafrika. Hier wurde er Großwildjäger, diente bei der Polizeitruppe und nahm freiwillig am Kampf gegen Einheimische teil. Als der Zweite Burenkrieg ausbrach, meldete er sich ebenfalls freiwillig, das Land gegen die Briten zu verteidigen. In seinen Erinnerungen „Aus dem Freiheitskampf der Buren“ berichtet Runck: „Auch mich riß das Kriegsgetümmel aus meinem friedlichen Wirkungskreise im Pienaars-Revier. Ich nahm Abschied von meinen Freunden und zog hinaus, begleitet von deren aufrichtigen Wünschen auf fröhliche, gesunde Wiederkehr.“ Der Pfälzer diente zuerst als Feldkornett der deutschen Kommando-Gruppe Pretoria, überflügelte jedoch schon bald den Kommandanten Paul Krantz, der die Popularität Runcks fürchtete. Er sorgte für seine Ablösung und Richard Runck sammelte schließlich selbst Männer um sich und führte ein eigenes deutsches Korps. Bei Johannesburg geriet er im Sommer 1900 in britische Kriegsgefangenschaft und wurde in ein Lager nach Ceylon verlegt. Auch darüber berichtet Runck in seinen Erinnerungen, es sei ihm dort „dreckig“ gegangen, Misshandlungen und Hunger waren an der Tagesordnung. Die illustrierte Sonntagsbeilage „Zeitbilder“, der „Pfälzer Presse“, Kaiserslautern, meldete in ihrer Ausgabe Nr. 33 vom 18. August 1900, dass Richard Runck vor „einigen Wochen in einem Gefechte vor Johannesburg“ mit vier seiner Männer in englische Gefangenschaft geriet, aber laut eigenhändiger Kartenmitteilung an seine Familie wohlauf sei. Beigefügt ist das hier eingestellte Foto in Zivilkleidern, das offenbar – ebenso wie die Information – von den in der Pfalz lebenden Familie stammte.

Nach Ende des Burenkrieges wurde Runck entlassen und kehrte nach Deutschland zurück. 1902 schrieb er in Rhodt, wo der gerade verstorbene Vater zuletzt als prot. Pfarrer amtiert hatte, sein Erinnerungs-Buch „Aus dem Freiheitskampf der Buren – Die deutschen Corps“. Dieses Buch stellte der Abenteurer offenbar auch selbst in der näheren Heimat vor. In der Grünstadter Zeitung vom 9. Dezember 1903 heißt es diesbezüglich: 

„Der hiesige Altertumsverein hat in sein Programm  auch geschichtliche Vorträge aufgenommen. Am nächsten Sonntag wird Herr Richard Runck, ehemaliger Commandant im Heer der südafrikanischen Republik, Führer des deutschen Corps, ein geborener Pfälzer, im Saale der Jacobslust einen Vortrag über den Freiheitskampf der Buren halten. Noch sind jene Monate uns allen in bester Erinnerung, in denen mit höchster Spannung die wechselnden Nachrichten vom Kriegsschauplatz erwartet wurden. Herr Runck hat sich durch ein vortreffliches Werk über den Burenkrieg rühmlich bekannt gemacht. Er ist der Sohn des verlebten Pfarrers Runck, in Rhodt bei Edenkoben.“

Beim Hereroaufstand ging Richard Runck wieder nach Afrika zurück. Am 4. Dezember 1904 wurde er unweit Naris von Speeren schwer verwundet. Als Anerkennung für seinen Einsatz bei der Niederwerfung des Aufstandes avancierte der Pfälzer zum Distriktschef (=Landrat) von Warmbad, in der Kolonie Deutsch-Südwestafrika, (heute Namibia). Hier heiratete er, war ein erfolgreicher Viehzüchter und angesehener Richter. 1914 fuhr er mit seiner Frau erstmals in die Heimat, um sie dort vorzustellen. Sie kamen gerade an, als die Mobilmachung zum Ersten Weltkrieg verkündet wurde und Richard Runck musste sofort einrücken. Bei Ypern abermals schwer verwundet, erhielt er am 30. Juli 1918 bei Soissons, als Hauptmann, für seine Tapferkeit, eine Belobigung vom kommandierenden General. Kurz vor Kriegsende geriet Richard Runck in französische Gefangenschaft, die sich 1½ Jahre hinzog und bleibende körperliche Schäden verursachte. Als letzter Soldat des Dorfes Rhodt kehrte er schwer krank zurück und starb schon bald, erst 54 Jahre alt. Sein Bruder Heinrich Runck war Oberamtsrichter in Öttingen.